# Lernanthropus brevoortiae
Lernanthropus brevoortiae är en kräftdjursart som beskrevs av R. Rathbun 1887. Lernanthropus brevoortiae ingår i släktet Lernanthropus och familjen Lernanthropidae. Inga underarter finns listade i Catalogue of Life.

## Bildgalleri

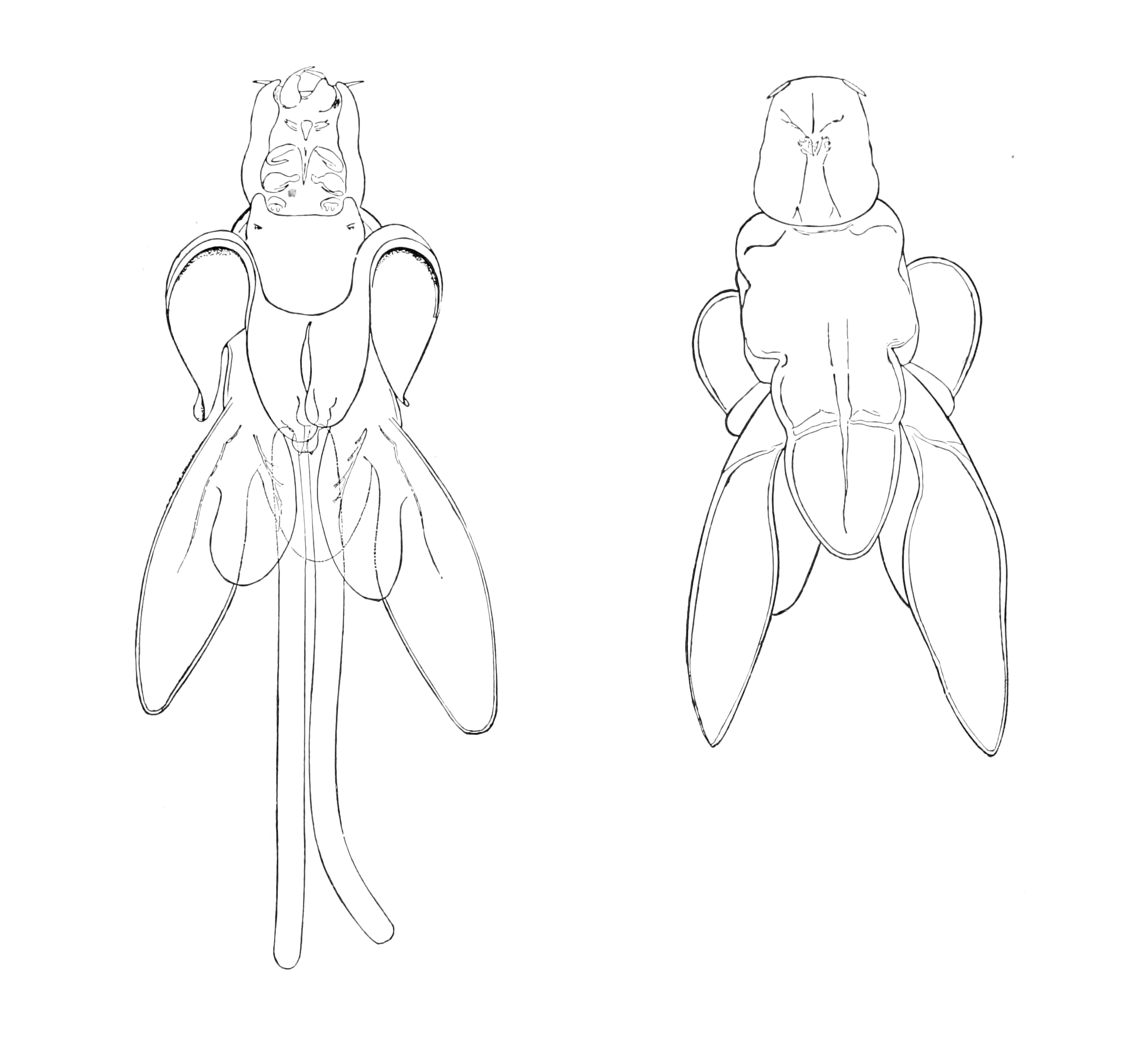